# Caja de Ahorros y Monte de Piedad de Barcelona

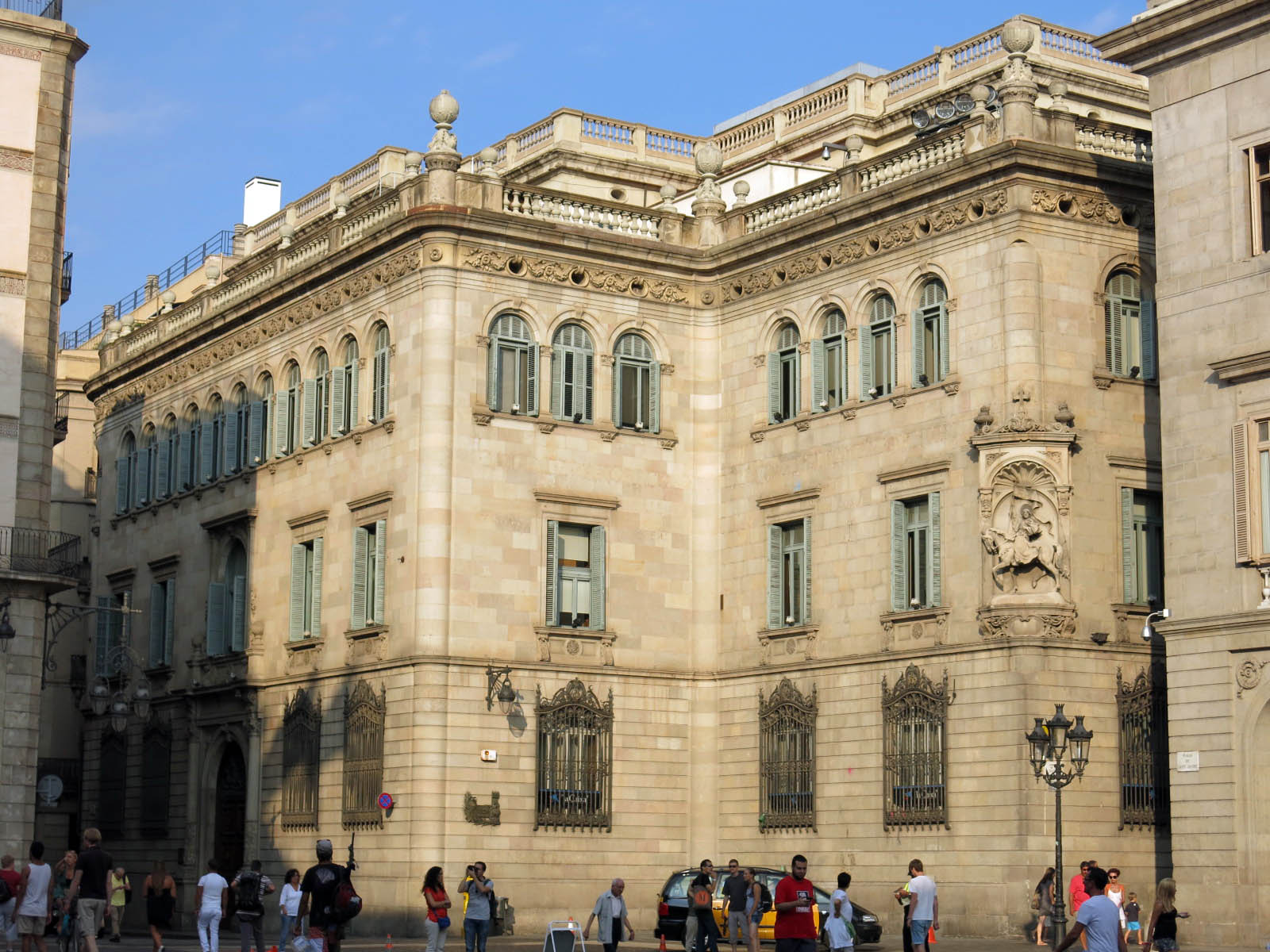
Sede histórica de la «Caja de Barcelona» en la Plaza San Jaime de Barcelona.

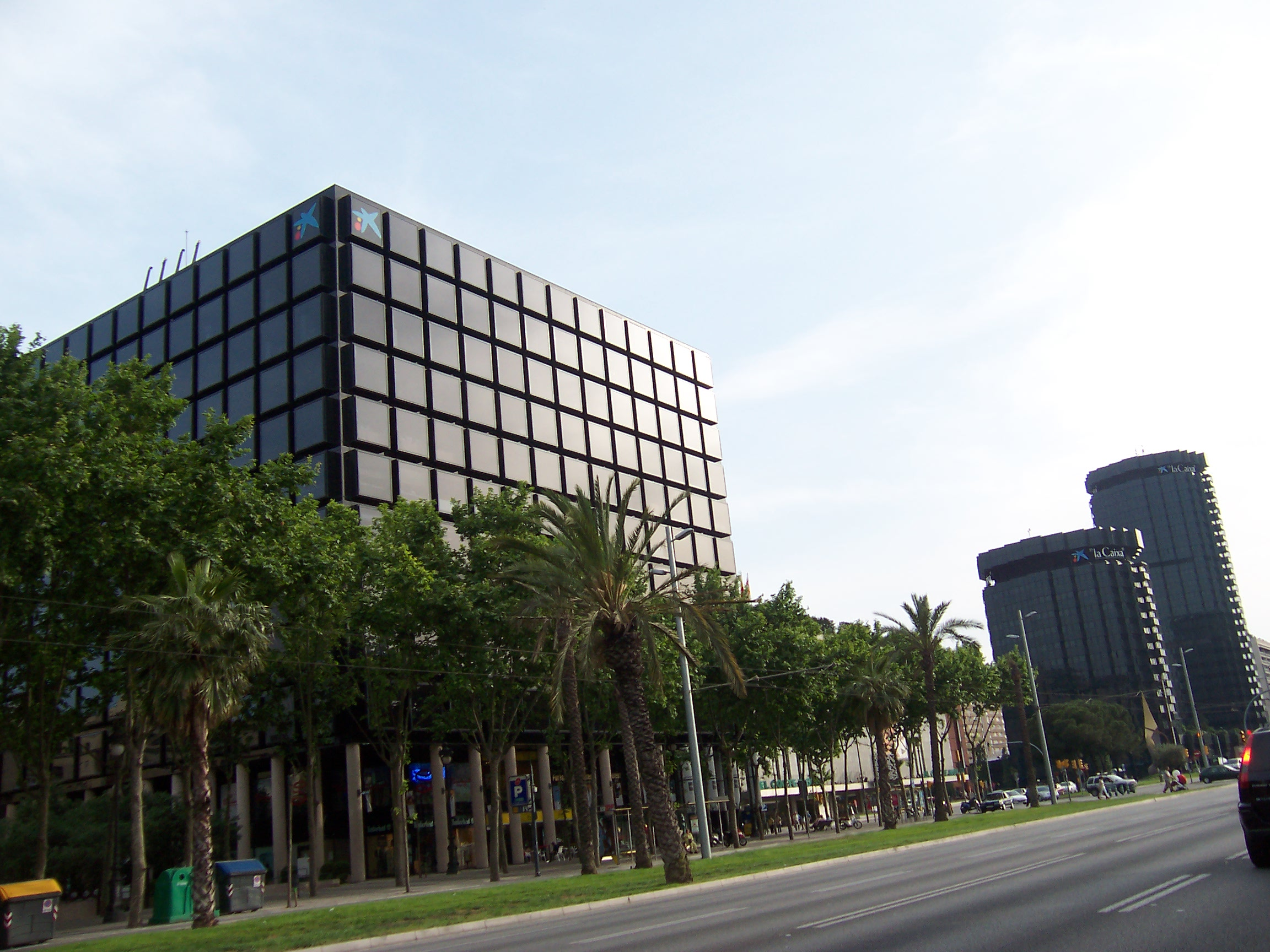
En primer término (edificio cúbico), la última sede de la hoy extinta Caja de Barcelona. Al fondo (torres cilíndricas) la anterior sede la Caja de Pensiones, hoy sede de La Caixa.

La Caja de Ahorros y Monte de Piedad de Barcelona (en catalán: Caixa d'Estalvis i Mont de Pietat de Barcelona), más conocida como Caja de Barcelona, fue una caja de ahorros fundada en 1844 a raíz de un proyecto que se estudiaba desde 1835 por parte de la Sociedad Económica de Amigos del País, la Real Junta Particular de Comercio de Barcelona y el Ayuntamiento de Barcelona. 

## Fundación
La Caja fue fundada en el contexto histórico de eclosión de proyectos fundamentales para la economía barcelonesa que se produjo tras la entrada del general Prim en Barcelona en junio de 1843.  Proyectos como la demolición de parte de las murallas de poniente, la apertura de la calle Fernando o de Ferran, el proyecto de construcción del Gran Teatro del Liceo, el primer ferrocarril de España, que unió Barcelona con Mataró, etc. En ese contexto histórico nació la Caja.
La primera junta directiva, de 1844, estuvo compuesta por Dionisio Valdés como presidente, el barón de Maldá como director, y Francisco Barret Druet como secretario. Cabe destacar que Francisco Barret Druet fue el abuelo materno de Francisco Moragas Barret, quien sesenta años después fundaría con Luis Ferrer-Vidal y Soler otra entidad, la Caja de Pensiones para la Vejez y de Ahorros, más conocida como "La Caixa", y que en 1990 ambas entidades se fusionarían para dar lugar a la actual La Caixa. Así mismo, se da también la circunstancia de que José Ferrer y Vidal que presidió la Caja de Barcelona fue el padre de Luis Ferrer-Vidal y Soler.
La entidad también fue conocida con el apodo de Caja de los Marqueses, debido al gran número de nobles que figuraban en su Consejo. De entre ellos, encontramos a los marqueses de la Quadra, de Alfarrás, de Alós, de Llió, de Camps, de Puerto Nuevo, de Palmerola, de Castelldosrius, de Galtero, de Caldas de Montbui, de San Antonio, de Sentmenat, de Soto-Hermoso, de Dou, de Zambrano, de Vilallonga, de Sagnier, de Castell-Florite, de Casa Pinzón, de Monsolís, de Mura, de Ferrer-Vidal y de Coscojuela; los barones de Maldá, de Vilagayá, de Purroy, de Viver, de Albi, de Quadras; los condes de Figuerola, de Belloch, del Valle de Marlés, de Sert, de Fígols; el vizconde de Forgas; y el duque de Solferino.

## Década de 1970
En la década de 1970 era la segunda caja catalana, por detrás de la Caja de Pensiones, aglutinando el 17,3% de los depósitos de la región.
En 1977, en el último consejo de administración previo a la reforma de Fuentes Quintana, aún aparecían como titulares diversos marqueses y nobles, que salieron de la entidad con normalidad y dieron paso a una etapa de modernización bajo la presidencia de Eusebio Díaz-Morera y la dirección de Andreu Buades.
En 1979 absorbió a la Caja de la Sagrada Familia, en 1986 a la Caja Rural del Pirineo y en 1988 a la Caja Rural Provincial de Barcelona.

## Fusión con la Caja de Pensiones
En 1990, ante las dificultades financieras que atravesaba la Caja de Barcelona, se produjo su absorción por parte de la Caja de Pensiones para la Vejez y de Ahorros de Cataluña y Baleares, "la Caixa", adoptando la entidad resultante el nombre de Caja de Ahorros y Pensiones de Barcelona, y manteniendo la marca comercial de la entidad absorbente, "La Caixa".